# Eparchie boryspilská
Eparchie Boryspil je eparchie ukrajinské pravoslavné církve Moskevského patriarchátu.

## Území a titul biskupa
Zahrnuje správní hranice území Baryšivského, Boryspilského, Brovarského, Vyšhorodského, Zhurivského, Chmelnyckoperejaslavského a Jahotynského rajónu Kyjevské oblasti.
Eparchiálnímu biskupovi náleží titul biskup boryspilský a brovarský.

## Historie
Dne 22. listopadu 2006 byla rozhodnutím Svatého synodu Ukrajinské pravoslavné církve zřízen boryspilský vikariát kyjevské eparchie.
Dne 25. září 2013 byl vikariát přeměněn na samostatnou eparchii.

## Seznam biskupů

### Boryspilský vikariát kyjevské eparchie
- 2006–2013 Antonij (Pakanyč)

### Eparchie boryspilská
- od 2014 Antonij (Pakanyč)